# Guys and Dolls
Guys and Dolls är en musikal med musik och sångtexter av Frank Loesser. Libretto av Joe Swerling och Abe Burrows är baserat på noveller av Damon Runyon, huvudsakligen The Idyll of Miss Sarah Brown och Blood Pressure. Svensk titel vid premiären var Änglar på Broadway.

## Historia
Musikalen hade urpremiär på 46th Street Theatre på Broadway 1950, där den kom att spelas 1 200 gånger. År 1955 kom en filmversion med Marlon Brando som Sky Masterson, Frank Sinatra som Nathan Detroit, Jean Simmons som Miss Sarah Brown och Vivian Blaine som den ständigt förkylda Miss Adelaide. Sången från musikalen Luck Be a Lady Tonight, sjöngs i filmen av Marlon Brando, men blev senare ett av Sinatras paradnummer.
Guys and Dolls fick svensk premiär på Oscarsteatern i Stockholm 1953 och då med titeln Änglar på Broadway. I huvudrollerna sågs bland andra Nils Bäckström, Ulla Sallert, Inga Brink och Åke Grönberg. På Oscars återkom musikalen 1997 med bland andra Björn Skifs och Johan Ulveson och extra mycket beröm fick Maria Lundqvist för sin komiska rolltolkning av den förkylda Miss Adelaide som hon vann guldmasken för. Musikalen har även spelats i Sverige med namnet Pysar och sländor. 
År 2007 spelades den på Nöjesteatern i Malmö, där bland andra Tommy Körberg och Claes Malmberg ingick i rollistan och den sattes upp på Göteborgsoperan hösten 2009 med Erik Gullbransson, Timo Nieminen, Anna-Maria Hallgarn och Evelyn Jons i huvudrollerna.

### Guys and dolls junior
Guys and dolls junior är en uppsättning av musikalen i barnform  med enklare stämmor, redigerat språk, förkortad version m.m. Den sattes 2006 upp på Östgötateatern i Norrköping och spelades samma år även i tjugo föreställningar på Ystads teater.[källa behövs]

## Handling
Musikalen utspelar sig i 1950-talets Broadway och handlar om frälsningssoldaten Sarah Brown som förälskar sig i den hala spelaren Sky Masterson. 